# Percy Douglas Fitton

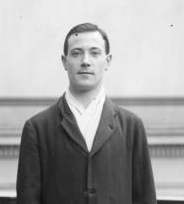
P. D. Fitton 1911

Percy Douglas Fitton (* 24. Mai 1881; † 30. Dezember 1946) war ein englischer Badmintonspieler.

## Karriere
Fittons größter sportlicher Erfolg datiert von den All England 1911. Dort startete er mit Edward Hawthorn im Herrendoppel und siegte in dieser Disziplin bei dem ältesten und zu dieser Zeit hochkarätigsten Badmintonturnier der Welt.

## Sportliche Erfolge
| Saison | Veranstaltung | Disziplin    | Platz | Name                                              |
| ------ | ------------- | ------------ | ----- | ------------------------------------------------- |
| 1911   | All England   | Herrendoppel | 1     | Percy Douglas Fitton / Ernest E. Shedden Hawthorn |
| 1912   | All England   | Mixed        | 2     | Percy Douglas Fitton / Lavinia Clara Radeglia     |